# Kristina Nilsdotter (Gyllenstierna)

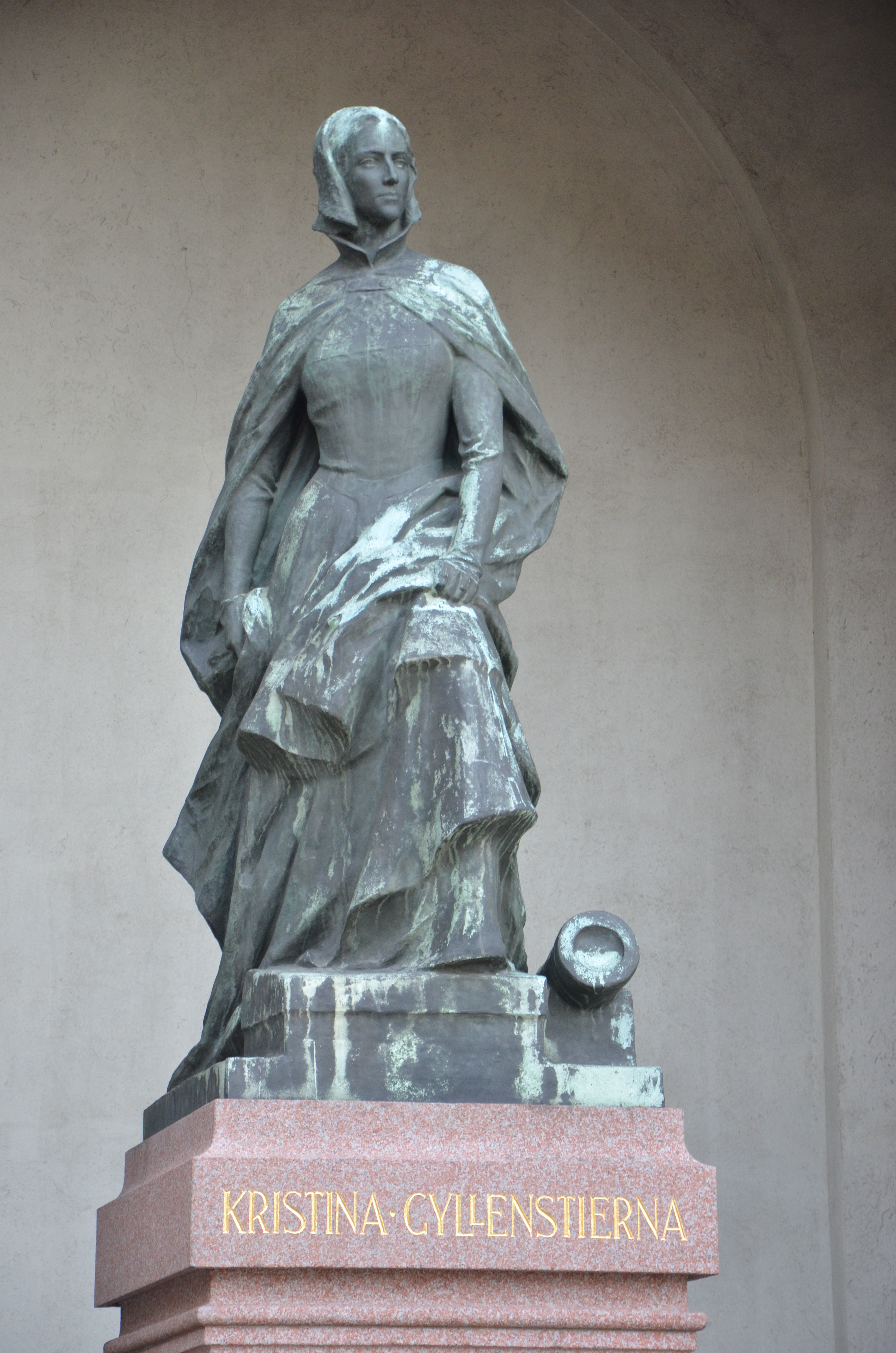
Kristina Gyllenstierna som Stockholms försvarare. Bronsstaty på yttre borggården vid Stockholms slott, skulpterad av Theodor Lundberg, och som restes 1912 på initiativ av Föreningen för Stockholms fasta försvar. Yttre borggården är huvudplats för Högvaktens vaktavlösning,

Kristina Nilsdotter (Gyllenstierna), född omkring 1494, död 5 januari 1559 på Hörningsholms slott, begravd i Trosa lands kyrka, är en av den svenska historiens mest berömda kvinnor; gift med regenten (riksföreståndaren) Sten Sture den yngre, ledde hon efter hans död den svenska frigörelsekampen mot Danmark, organiserade landets försvar och ledde försvaret av Stockholm mot den av riksrådet utpekade tronföljaren Kristian II.

## Biografi

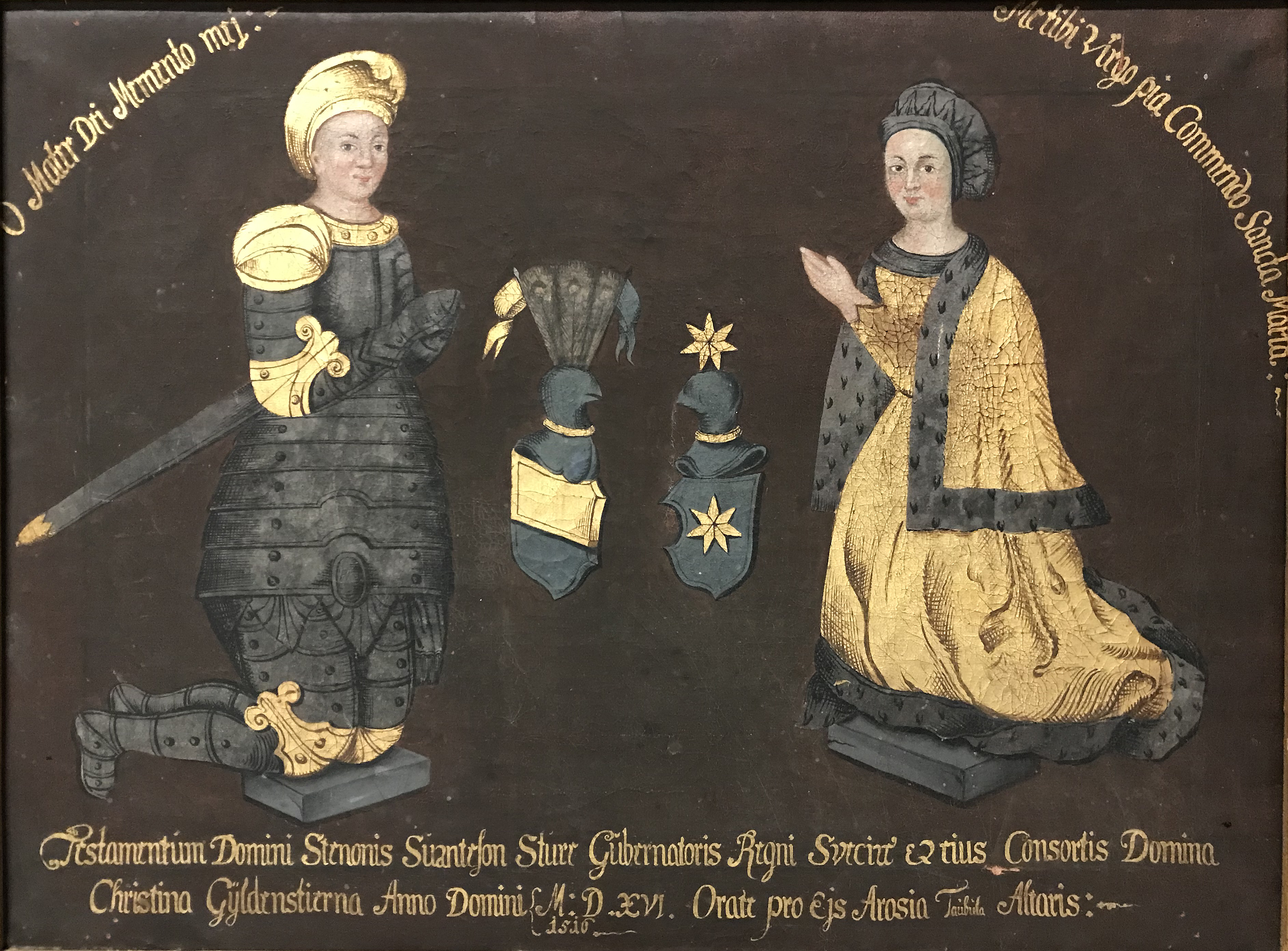
Kristina Gyllenstierna och maken Sten Sture i en målning med ursprung på Gripsholms slott

Kristina var dotter till Sigrid Eskilsdotter (Banér) och Nils Eriksson (Gyllenstierna) och halvsyster till Gustav Vasas mor Cecilia Månsdotter (Eka). Kristina var alltså moster till Gustav Vasa. Vid 17 års ålder gifte hon sig den 16 november 1511 med den 18-årige Sten Sture den yngre (av frälseätten Natt och Dag) (1492–1520) i Stockholm. Han var son till Svante Nilsson Natt och Dag och Iliana Gädda. Året därefter blev han landets regent (Regent av Sverige), och Kristina blev alltså regenthustru. Han blev riksföreståndare den 23 juli 1512 och han avled den 3 februari 1520 på Mälarens is. 

### Stockholms blodbad
På nyåret 1520 invaderades Sverige av Danmark under Kristian II. Efter hennes 27-årige makes död i en släde på sjön Mälarens is i februari ledde hon motståndet mot Kristian II. Trots sin djupa sorg och omgiven av sina fyra små barn, tog hon på sig ansvaret att fortsätta sin avlidna makes arbete. Hon tog kommandot över Stockholms slott och uppmuntrade borgerskapet till modigt försvar av staden. Hon skickade också ut brev till landsbygden med vädjanden om att driva bort inkräktarna. "Kära vänner", hette det i en skrivelse till allmogen i Södermanland och Rekarne, "varen välvillige och vid god tröst, och stån fasta med edert fädernes rike, som fäder och föräldrar före eder och I alltid härtills gjort hava!"
Kristina försökte förgäves övertyga rikets ledande män att ta ledningen över allmogen. Hon skickade flera bud till riksrådet Ture Jönsson (Tre Rosor), Västergötlands lagman, och erbjöd Stockholms slott och all sin egendom om han skulle acceptera att bli hövitsman. Kristina lyckades dock inte säkra stöd från majoriteten av adeln: "Somlige sade sig vilja strida för herr Stens barn, och en part sade kort nej till Fru Christina herr Stens efterleverska, med Stockholms stad, och dem hon med sig hade, skrev dem ofta till att de skulle förena sig, och göra fienderna motstånd, dock aktades sådana skrivelser intet". Större delen av adeln och riksråden hyllade 6 mars Kristian II som svensk kung vid Uppsala dagtingan.
Kristina hade dock stöd av majoriteten av allmogen och kontrollen över rikets huvudfästen Stockholm, Västerås, Kalmar och Nyköping, samt även Finland. Innan Stockholm belägrades av danska trupper lyckades hon sända Sturefamiljens kansler Peder Jakobsson (Sunnanväder) och sin äldste son Nils Stensson Sture till Danzig för att söka hjälp. Av Stockholms borgerskap kallades hon vid denna tid "vår kära furstinna", och i sin ambassad till Danzig förklarade hon sig själv som Sveriges regent fram till sina söners myndighetsdag.
När Kristians styrkor inledde en intensiv kanonbeskjutning av Stockholm från alla sidor, svarade stadens välbeväpnade försvar kraftfullt och ihärdigt. Kristina Gyllenstierna stod på vallen till slottet och inspirerade stadens försvarare.
På grund av detta kunde inte heller Kristian denna gång erövra Sveriges huvudstad med vapenmakt. Han försökte istället locka stadens försvarare med löften: han erbjöd sig att förlåta allt motstånd och respektera rikets lagar och rättigheter. Hemming Gadh, som bytt sida och nu företrädde Kristian, kom att spela en viktig roll i detta. Han var väl förtrogen med stadens förhållanden och personligen bekant med både Kristina och stadens främsta män. Han visste hur han skulle närma sig dem individuellt och kände till deras svagheter. Därför lyckades han med sitt uppdrag.
I en essä från insamlingen till Kristina Gyllenstierna-statyn, rest 1912 på Stockholms slotts yttre borggård, skrev statykommittén som samlade in pengar till monumentet:
| ” | Då rikets herrar ej voro män utan började köpslå med fienden, glesnade skaran kring den unga hjältinnan, och snart stod hon där ensam, och portarna öppnades till den stad, där det fanns mycket stortaligt herrfolk, men blott en enda man – och det var en kvinna. | „ |

Kristina övertalades hösten 1520 att kapitulera mot löfte om amnesti. I amnestibrevet utfärdat i september 1520 av Kristian utlovas amnesti för Kristina, hennes döde make, samt alla deras medhjälpare för vad som gjorts mot kung Kristian, dennes far kung Hans (unionskonung) samt dennes farfar kung Kristian I, trots deras del i avsättningen av biskop Trolle. I och med detta skulle hotet om påvlig bannlysning vara avvärjt. Kristina gavs dessutom ekonomiska garantier. Hon skulle få behålla Tavastehus slott och län, Kuhmo gård i Finland, Hörningsholms slott i Södermanland samt Eksjö i Småland. Kristina samt befälhavarna på slottet Tre Kronor i Stockholm utfärdade därefter ett brev där de förpliktigade sig att överlämna slottet den 7 september till Kristian. 
Kung Kristian svek dock sitt löfte till Kristina strax efter sin kröning i november 1520. Detta löftesbrott manifesterades i Stockholms blodbad. Efter kröningen ordnades en stor bal och festligheter som varade i tre dagar. Efteråt kallades den svenska adeln till ett möte av kungen på slottet. Kristina var också närvarande. Då mötet inleddes stängdes dörrarna, vakter sattes ut och kungen anklagade dem alla för avsättandet av den dansklojale biskop Trolle. Kristina steg då fram och påpekade att dokumentet för Trolles avsättning signerats av alla i rummet som deltagit i upproret och att beslutet tagits på ett riksmöte, vilket innebar att ett helt rike i så fall borde bestraffas snarare än enskilda personer: avsättningen av biskopen hade också varit en del av det uppror, som kungen beviljat dem amnesti för. Kristina påpekade att det fanns bevis för det, då dokumentet fanns på slottet. Detta fördes då fram. Dokumentet visade namnen som deltagit i avsättandet av biskopen och därmed upproret. På grund av amnestin trodde man att detta nu var klargjort och saken utagerad. Men det fanns en sak som varken Kristina eller någon annan av svenskarna verkade ha tänkt på. Och det var att avsättandet av en biskop räknades som ett brott mot kyrkan, alltså kätteri. Detta var något kungen inte kunde bevilja amnesti för, vilket han nu gjorde klart för dem. Det innebar alltså att Kristian hade kommit på ett sätt att straffa dem för upproret trots amnestin, under täckmanteln att straffa dem för kätteri.
Ett flertal av Kristinas nära släktingar och anförvanter avrättades under blodbadet, bland annat hennes två bröder Erik och Eskil. Dessutom hämtades kvarlevorna efter hennes make och hennes yngsta barn (som troligen avlidit under sommaren 1520) från begravningsplatsen och brändes på bål. Inga kvinnor avrättades, men det var nära att Kristina blev den enda, då hon var ledare för upproret. Kung Kristian kallade på henne och frågade henne vad hon föredrog: att brännas på bål eller begravas levande? Hon kunde inte svara utan svimmade av skräck, och inget av dessa straff blev heller verkställda. Kungen lät förklara att hon "är nu död för världen, ty hon är nu dömd med de andre för uppenbart kätteri".
Kristina hölls sedan som fånge tillsammans med änkor och barn efter de avrättade, bland dem hennes mor samt Gustav Vasas mor och systrar.

### Danmark
Kristina var fängslad på slottet Tre Kronor till augusti 1521. Hennes två söner Nils och Svante fördes sommaren 1521 tillsammans med Kristinas moder Sigrid Eskilsdotter till Danmark i fångenskap. Ett par månader senare fördes även Kristina själv till Danmark, där hon fängslades i Blåtårn i Danmark. 
Per Brahes uppger i sin krönika om kvinnornas fångenskap i Blåtårn att: "De bleve mäkta illa hållne med mat och dryck [...]. Näppeligen finge de så mycket var dag de kunde hålla livet med utan de arbetade till sig födo", och Gustav Vasa påstod också i sin propaganda att kvinnorna blev så illa behandlade att de nästan svalt och törstade ihjäl och enbart överlevde tack vare Danmarks drottning Elisabet av Österrike. Vad som är känt om fångenskapen är att många av kvinnorna faktiskt avled, även om dödsorsaken uppges ha varit pesten.

### Senare liv

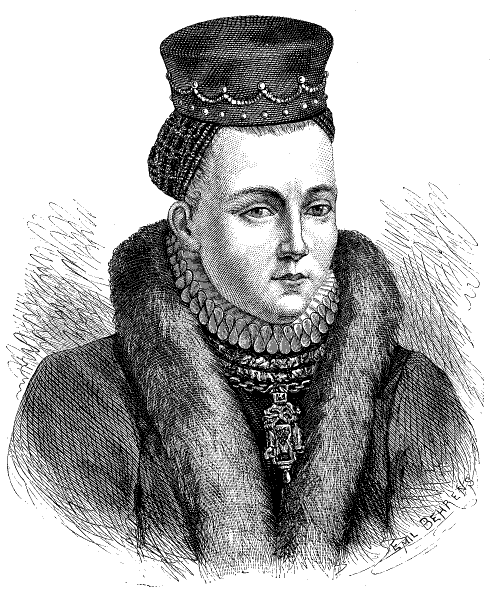
Kristina Nilsdotter Gyllenstierna, illustration ur Svenska Familj-Journalen.

I början av 1524 släpptes Kristina ur sin fångenskap och kunde återvända till Sverige. Hon återvände i sällskap med sin mor och äldste son Nils, medan hennes yngre son Svante stannade i Danmark för att slutföra den utbildning han påbörjat. Gustav Vasa meddelades snart från borgmästaren i Rostock och danska riksrådet att Kristina planerade att gifta sig med den danske amiralen Søren Norby, i utbyte mot att han med sin militäraerfarenhet och östersjöflotta hjälpte henne och hennes barn till den svenska tronen, och Gustav Vasa misstänkte genast att hon hade blivit förledd att tro att "hon och hennes barn måtte komma till riksens regemente" vid ett giftermål.
Därefter utbröt den första av de stora Dalupproren understödda av just Stureanhängarna Peder Jakobsson (Sunnanväder) och Knut Mickelsson som idealiserade Stureättens regeringstid. Gustav Vasa misstänkte henne för inblandning och skrev i februari 1525: "Fru Christin och hennes parti och tillhängare som oss med sådane onda stämplingar och förräderi ville belöna de gode gärningar som vi dem [...] bevist havom."
Søren Norby gjorde samtidigt räder med sin flotta från sin bas på Gotland, och då kungen sände Berend von Melen mot honom, allierade han sig snart med honom, en lojalitetsförändring som kungen skyllde på Margareta von Melen: samtidigt sände Kristina sin son Nils till Melen på Kalmar slott. I utlandet spekulerades det att Norby och Melen skulle göra gemensam sak eftersom de var "genom sina hustrur högt befryndade" i Sverige.  
När kungen intog Kalmar i juli blev Kristinas son Nils hans fånge. I förlikningen mellan Kristina och Gustav Vasa i Vadstena i november 1525, förnekade Kristina att alla planer på att gifta sig med Norby och att de trolovningsgåvor hon sänt honom endast hade varit gåvor till tack för att han löst henne och hennes barn ur fångenskapen i Danmark. 
Julen 1526 trolovades Kristina med kungens kusin Johan Turesson, son till Anna Johansdotter och Ture Jönsson (Tre Rosor): vigseln ägde rum på Lindholmens Slott sommaren 1527 och maken blev dubbad till riddare vid kungens, Gustav Vasas, kröning 1528. Äktenskapet hade arrangerats av kungen, troligen för att säkra att Kristina som gift med en av hans släktingar inte längre kunde leda Sturepartiet. Johan Turesson var född på 1490-talet och avled 1556. De fick en son, Gustav, som föddes 1531 på Nyköpingshus.
Kristinas son Nils uppges av Peder Swart ha avlidit 1527, en uppgift som dock motsägs av att han omnämns i brev under nästkommande år. Ett år senare i samband med ett misslyckat uppror i Dalarna framträder en upprorsledare den s.k. Daljunkern och hävdade att han var Sten Stures och Kristina Nilsdotters son Nils.
I augusti 1528 skrev Kristina på Vasas begäran ett intyg att Daljunkern inte var hennes son. I det bevarade utkastet uttryckte hon sig försiktigt och bad endast att rådet i Rostock att sända Daljunkern till Sverige för förhör, men i det färdiga brevet som faktiskt sändes, kallade hon honom tjuv och bedragare och krävde att han skulle avrättas på stället.  
Daljunkern blev sedan gripen och avrättad i Rostock. Modern forskning tyder på att Daljunkern verkligen var identisk med Nils Sture.
Kristinas fortsatta liv är sparsamt dokumenterat, och hon tycks inte ha varit politiskt aktiv efter sitt andra bröllop. Efter sin mors död 1527 drogs hon in i en arvstvist med kungen om sin mors gods som inte löstes förrän 1550. Kristinas makes far och bror deltog 1529 i Västgötaherrarnas uppror och svärfadern tvingades därefter fly till Tyskland. Efter hennes släkting Margareta Leijonhufvuds giftermål med kungen 1536 mottog hon i egenskap av drottnings släkting en del privilegier så som rätten att lösa in och behålla böter till kronan. Under Dackefejden uppmanade kungen henne att se till att de upprorsmän som nått Nyköping skulle förhindras att skaffa sig spannmål och att de skulle fängslas. Det hade föreslagits att Kristina möjligen innehade någon form av hovtjänst under Margareta Leijonhufvuds tid som drottning, eftersom hon tillsammans med drottningens mor Ebba flera gånger övernattade i rum nära drottningens, möjligen som ansvarig för hovjungfrurna eller kungabarnen.  Det är i varje fall bekräftat att hon åtminstone tillfälligt ibland hade ansvar för kungabarnen: drottningen nämner att hon hade det 1550, och hon hade det också en tid 1551–52, efter Margareta Leijonhufvuds död och före kungens omgifte med Katarina Stenbock.

## Familj
Gift 16 november 1511 i Stockholm med Sten Sture den yngre (1492–1520).
Barn i första giftet:
1. Nils Stensson Sture (1512–1527), han begravdes i Uppsala domkyrka 17 maj 1527.
2. Iliana Stensdotter Sture (1514–1521)
3. Magdalena Stensdotter Sture (1516–1521)
4. Svante Stensson Sture (Svante Sture den yngre) (1517–1567), riksmarskalk, greve, friherre.
5. Anna Stensdotter Sture, född 1518
6. Gustav Stensson Sture (1519–1520)

Gift sommaren 1527 med Johan Turesson (Tre Rosor) kung Gustav Vasas kusin.
Barn i andra giftet:
1. Gustav Johansson (Tre Rosor) (1531–1566)